# Aciculites papillata
Aciculites papillata är en svampdjursart som beskrevs av Claude Lévi 1983. Aciculites papillata ingår i släktet Aciculites och familjen Scleritodermidae.
Artens utbredningsområde är havet kring Nya Kaledonien. Inga underarter finns listade i Catalogue of Life.